# 281561 Taitung
281561 Taitung è un asteroide della fascia principale. Scoperto nel 2008, presenta un'orbita caratterizzata da un semiasse maggiore pari a 2,8478638 UA e da un'eccentricità di 0,0927079, inclinata di 11,61591° rispetto all'eclittica.
L'asteroide è dedicato all'omonima contea di Taiwan.